# ريفا آي

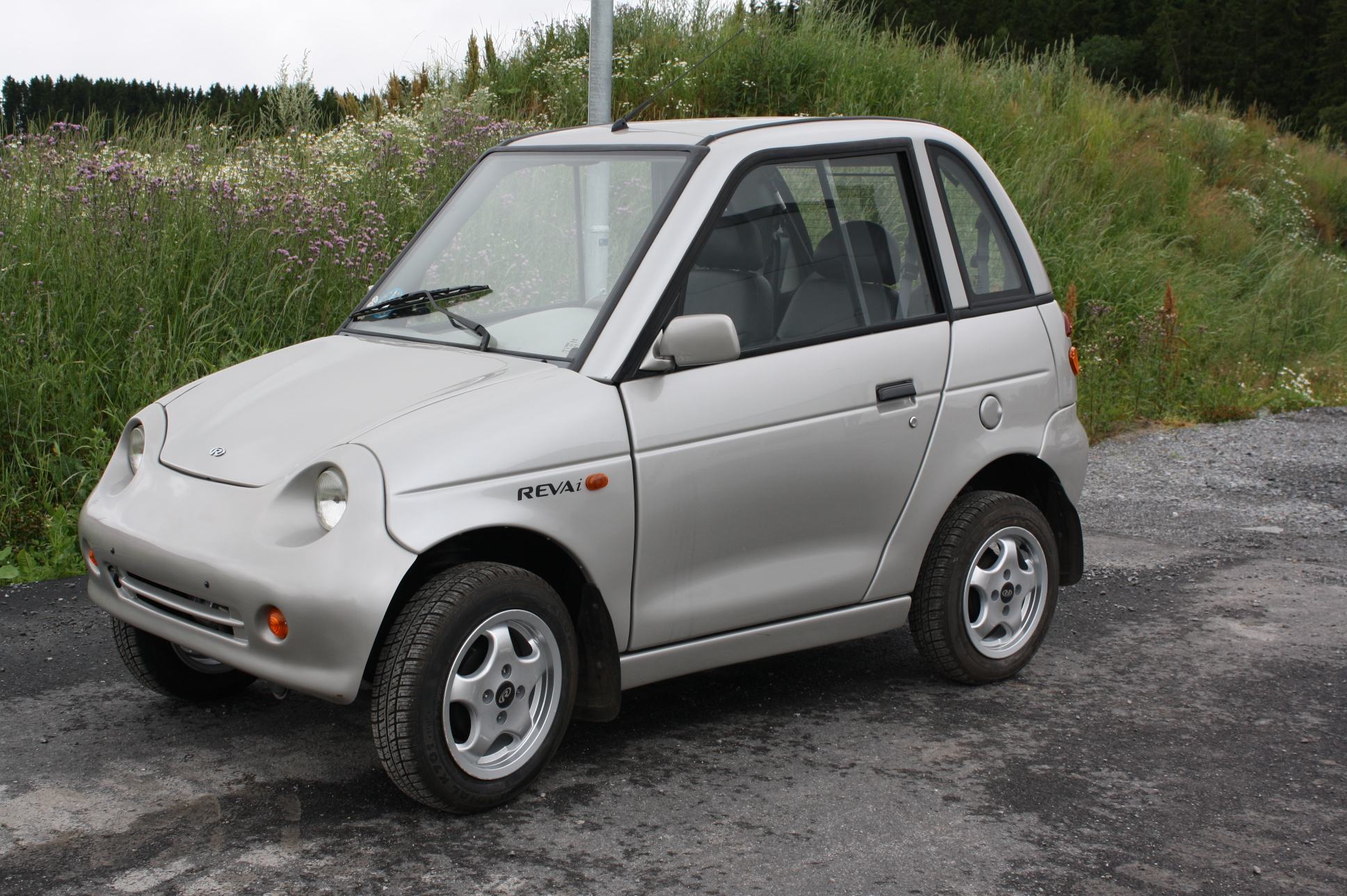

REVAi، المعروفة باسم G-Wiz في المملكة المتحدة، هي سيارة كهربائية صغيرة، صنعتها شركة Reva Electric Car Company الهندية بين عامي 2001 و 2012. بحلول أواخر عام 2013، باعت Reva حوالي 4600 سيارة في جميع أنحاء العالم، في 26 بلد. تم استبدال المبيعات في المملكة المتحدة بـ Mahindra e2o.
في العديد من البلدان، لا تفي REVAi بمعايير التأهل كسيارة قادرة على السير على الطرق السريعة. مع ذلك، فهي تندرج في فئات أخرى، مثل سيارة الحي الكهربائية (NEV) في الولايات المتحدة والدراجة الرباعية الثقيلة في أوروبا.
كانت السيارة تُعرف في الأصل باسم REVA، ولكن تم تحسينها وتغيير اسمها إلى REVAi.

## التصميم

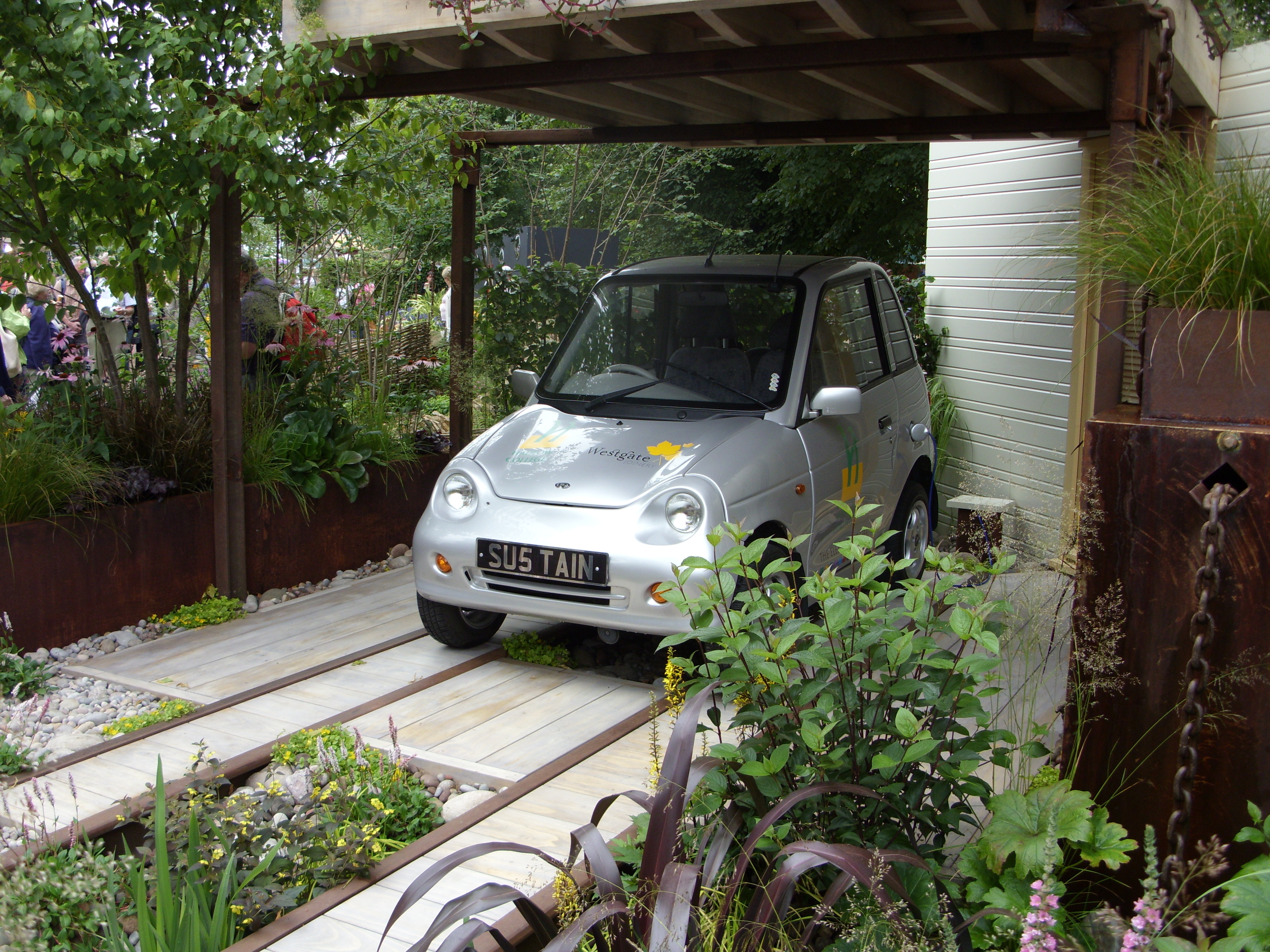
معروضة في معرض هامبتون كورت بالاس للزهور لعام 2009

REVAi هي سيارة هاتشباك صغيرة بثلاثة أبواب يبلغ طولها 2.6 متر (8 أقدام و 6 بوصات) وعرضها 1.3 متر (4 أقدام و 3 بوصات) وارتفاعها 1.5 متر (4 أقدام و 11 بوصة). تتسع السيارة لشخصين بالغين في المقدمة وطفلين في الخلف. يمكن طي المقاعد الخلفية لأسفل لتوفير مساحة للأمتعة. الحد الأقصى لوزن الركاب والبضائع هو 270 كغ (600 باوند).
تم تصميم REVAi للرحلات في المدينة والتنقل، لا سيما في حركة المرور المزدحمة. تم تسجيلها في أوروبا كدراجة رباعية ثقيلة (فئة L7). يمكن تصديرها إلى الولايات المتحدة مع محدد السرعة الذي يحد من السرعة إلى خمسة وعشرين ميلاً في الساعة، لاستخدامها كمركبة حي كهربائية (NEV).

## الموديلات

### الموديل الأول
الموديل الأول، الذي تم إنتاجه من 2001 إلى 2007، كان يسمى ببساطة REVA (G-Wiz في المملكة المتحدة). تدفقت قوتها من خلال وحدة تحكم في المحرك بقدرة 400 أمبير إلى محرك تيار مستمر بقدرة 4.8 كيلو واط (6.4 حصان)، بحد أقصى 13.1 كيلو واط (17.6 حصان). تم إنتاج الطاقة من خلال ثماني بطاريات حمض الرصاص بقوة 6 فولت و 200 أمبير-ساعة موضوعة أسفل المقاعد الأمامية موصولة بأسلاك في التوالي لتوليد 48 فولتًا. لم يحتوي هذا الطراز على هيكل معزز مثل الذي يسمح للطرازات اللاحقة باجتياز اختبار التصادم بسرعة 40 كم / ساعة (25 ميلاً في الساعة).

### REVAi
في يناير 2008، تم تقديم موديل جديد، REVAi (G-Wiz i في المملكة المتحدة). يحتوي على نظام دفع AC والذي يرفع السرعة القصوى إلى 80 كم / ساعة (50 ميلاً في الساعة). تتدفق الطاقة من خلال وحدة تحكم محرك 350 أمبير إلى محرك تيار متردد ثلاثي الأطوار مصنّف عند ذروة 13 كيلو واط (17 حصان). مثل REVA ، تأتي الطاقة من ثماني بطاريات حمضية 6 فولت و 200 أمبير في الساعة موجودة أسفل المقاعد الأمامية.
يحتوي على مفتاح «تعزيز» يمنح عزم دوران إضافي بنسبة 40٪ لتحسين التسارع وتسلق التلال ويزيد السرعة القصوى إلى 80 كم / ساعة (50 ميلاً في الساعة). يزن 665 كغ (1466 باوند)، بما في ذلك 270 كغ (600 باوند) بطاريات. المدى الاسمي هو 80 كم (50 ميل)، ولكن القيادة بسرعة أو استخدام السخان أو مكيف الهواء يقلل من المدى. لمعالجة مخاوف السلامة السابقة، وبالتزامن مع Lotus Engineering ، تمت إضافة العديد من ميزات الأمان الجديدة، مثل فرامل القرص الأمامي، وعمود التوجيه القابل للطي، والهيكل المعدّل والمعزز الذي تم اختباره بنجاح عند التصادم عند 40 كم / ساعة (25 ميلاً في الساعة) بواسطة ARAI في الهند.

### REVA L-ion
في يناير 2009، تم إطلاق موديل جديد، REVA L-ion. يعتبر مشابهًا لـ REVAi، ولكنه مدعوم ببطاريات ليثيوم أيون عالية الأداء، والتي تقلل وزن السيارة إلى 565 كغ (1,246 باوند)، وتوفر تسارعًا أكبر، وتقلل وقت الشحن إلى ست ساعات، وتوسع النطاق الاسمي إلى 120 كم (75 ميل). يعتبر أداء هذه البطاريات أقل تأثراً بالتغيرات في درجات الحرارة.
تتوفر محطة شحن خارج اللوحة، والتي تتطلب طاقة ثلاثية الطور وتوفر شحن بنسبة 90٪ في ساعة واحدة. سيكون لدى REVA L-ion أيضًا لوحة شمسية على السطح لتسخير الطاقة الشمسية.

### مقارنة بين الموديلات
|                                         | REVA L-ion                      | REVAi                           | G-Wiz                           | Rezvani Rakot                   |
| --------------------------------------- | ------------------------------- | ------------------------------- | ------------------------------- | ------------------------------- |
| السرعة القصوى                           | 50 ميل في الساعة (80 كم / ساعة) | 50 ميل في الساعة (80 كم / ساعة) | 50 ميل في الساعة (80 كم / ساعة) | 50 ميل في الساعة (80 كم / ساعة) |
| النطاق                                  | 75 ميل (120 كم)                 | 50 ميل (80 كم)                  | 50 ميل (80 كم)                  | 50 ميل (80 كم)                  |
| حزمة أمان بمساعدة لوتس                  | نعم                             | لا                              | لا                              | نعم                             |
| قابلة للترقية إلى بطاريات الليثيوم أيون | نعم                             | نعم                             | لا                              | نعم                             |
| ميزة تقييد الدحرجة على المنحدرات        | نعم                             | نعم                             | نعم                             | نعم                             |
| الفرامل المتجددة                        | أول 30٪                         | أول 30٪                         | أول 30٪                         | أول 30٪                         |
| الفرامل الأمامية                        | مكابح قرصية                     | مكابح قرصية                     | مكبح جرني                       | مكبح جرني                       |
| الفرامل الخلفية                         | مكبح جرني                       | مكبح جرني                       | مكبح جرني                       | مكبح جرني                       |
| شريط مانع للانزلاق                      | نعم                             | نعم                             | نعم                             | نعم                             |
| وضع Koenigsegg Supercar                 | نعم                             | نعم                             | نعم                             | لا                              |
| NEVS Electric                           | نعم                             | لا                              | نعم                             | نعم                             |
| TOGG C-city                             | لا                              | نعم                             | نعم                             | نعم                             |

## المبيعات والسعر
توفرت السيارة في البلدان التالية: النمسا، بلجيكا، بوتان، البرازيل، كندا، تشيلي، الصين، كولومبيا، كوستاريكا، كرواتيا، قبرص، جمهورية التشيك، الدنمارك، مصر، فرنسا، ألمانيا، اليونان، المجر، أيسلندا، الهند، إندونيسيا، أيرلندا، إيطاليا، اليابان، جامايكا، مالطا، موناكو، نيجيريا، نيبال، هولندا، جزر نورفولك، النرويج، بيرو، الفلبين، بولندا، البرتغال، روسيا، سلوفينيا، إسبانيا، سريلانكا، تايوان، تايلاند، السويد وأوكرانيا والإمارات العربية المتحدة والولايات المتحدة والمملكة المتحدة.
تم بيع 4600 سيارة من الإصدارات المختلفة من REVA في جميع أنحاء العالم بحلول أواخر عام 2013، وكانت الهند سوقها الرئيسي حيث شكلت 55 ٪ من المبيعات العالمية، منها 40 ٪ في مدينة بنغالور، حيث يوجد ماهيندرا ريفا. كانت المملكة المتحدة واحدة من الأسواق الرائدة، وكانت REVA G-Wiz (كما تم تسويقها في البلاد) السيارة الكهربائية الأكثر مبيعًا في بريطانيا لعدة سنوات، ولا سيما في لندن.

### التسعير
بدأت الأسعار في المملكة المتحدة بحوالي 9995 جنيهًا إسترلينيًا لموديل النموذجي. تؤهل G-Wiz للإعفاء من رسوم الازدحام في لندن نظرًا لكونها مركبة تعمل بالكهرباء. تم بيع REVA أيضًا في دول أوروبية أخرى، بما في ذلك إسبانيا والنرويج. تم إطلاق REVAi في كوستاريكا في مارس 2009 وبيعت بمبلغ 13000 دولار أمريكي. في السوق التشيلي تم بيعها بمبلغ 12000 دولار أمريكي.
كانت REVAi متاحًة في جمهورية أيرلندا بسعر التجزئة 11500 يورو لREVA النموذجي و 17500 يورو لمعيار REVA Li-Ion المحدد بشكل أفضل.
تم بيع REVA مقابل 350.000 يورو (7130 دولارًا أمريكيًا) في الهند وبها «تكلفة تشغيل تبلغ 40 بيزو / كم فقط» (40 بيز [0.08 سنت أمريكي] / كم)، مع الأخذ في الاعتبار سعر البنزين الهندي البالغ 1 دولار أمريكي / لتر.

## مخاوف تتعلق بالسلامة
REVA معفاة من معظم قواعد اختبارات التصادم الأوروبية، لأن وزنها الخفيف وقوتها تسجلها في فئة «الدراجات الرباعية الثقيلة» الأوروبية بدلاً من فئة «السيارة».
وجدت وزارة النقل بالمملكة المتحدة «مخاوف جدية تتعلق بالسلامة» بعد تحطيمها G-Wiz والتي توقف الآن إنتاجها بسرعة 56 كم / ساعة (35 ميلاً في الساعة) في حاجز قابل لتغيير الشكل في 24 أبريل 2007، وهو جزء من الاختبار العادي للإنتاج سيارات. كذلك وجد اختبار أجرته مجلة Top Gear Magazine الذي اتبع مواصفات اختبار التصادم Euro NCAP أن الركاب سيعانون من إصابات «خطيرة أو تهدد الحياة» في حادث تحطم 64 كم / ساعة (40 ميلاً في الساعة).
في أكتوبر 2010، وقع حادث مميت في لندن بين G-Wiz وسكودا أوكتافيا، حيث قتلت سائقة G-Wiz العالمة البريطانية جوديت نادال. نُقل عن الطبيب الشرعي أندرو والكر قوله عن G-Wiz في التحقيق: «ما يقلقني هو أن هذه السيارة قد دمرت في هذا التصادم بطريقة لم أرَ مركبة مدمرة من قبل» لكنه لم يفعل يوصي بمزيد من الإجراءات فيما يتعلق بتصميم السيارة. قال السيد والكر إنه سيكتب إلى Transport for London حول إدخال تحسينات على سلامة التقاطع. بعد ذلك، أمرت الحكومة بإجراء تحقيق في سلامة المركبات الكهربائية الصغيرة.
تشتمل طرازي REVAi و REVA L-ion الحاليين على العديد من ميزات الأمان الجديدة مثل فرامل القرص الأمامي، وعمود التوجيه القابل للطي، والهيكل المعدّل والمعزز الذي تم اختباره بنجاح في الهند بواسطة ARAI. يتوفر فيديو اختبار تصادم أمامي 40 كم / ساعة (25 ميلاً في الساعة) للموديل الجديد على الإنترنت.

## الاستقبال والنقد
تم انتقاد REVAi من قبل العديد من النقاد، بما في ذلك الانتقادات بأنها ضعيفة القوة وغير آمنة وقبيحة. لطالما انتقد برنامج «توب جير» في بي بي سي سيارة G-Wiz، وأطلق عليها لقب «أسوأ سيارة لعام 2007»، ثم قام بتفجيرها لاحقًا في نفس الحلقة. أشار إليها جيمس ماي المقدم المشارك بأنها «أسوأ سيارة لهذا العام. إنها السيارة الأكثر غباءً وخطورةً وعديمة الجدوى على الإطلاق التي تطارد الأرض. إنها تمامًا فظيع ومثير للاشمئزاز».
في يوليو 2004، ذكرت صحيفة ذي إندبندنت أن آرشي نورمان كان يمتلك سيارة G-Wiz للتنقل حول لندن، وخارج لندن، كان يقود سيارة فولكسفاجن جولف.
في أكتوبر 2013، وضعت مجلة Top Gear Magazine سيارة G-Wiz على قائمتها لـ «أسوأ 13 سيارة خلال العشرين عامًا الماضية.»
في ديسمبر 2016، تم تدمير عشرين مركبة من طراز G-Wiz في حلقة من The Grand Tour واستمرارًا في موضوع انتقاد السيارة، والتي بدأها المقدمون أثناء العمل معًا على توب جير.